# Круазе, Жерар
Жерар Круазе (10 марта 1909 года — 20 июля 1980 года) — нидерландский парапсихолог и психиатр, экстрасенс, ясновидящий. Круазе имел довольно большую популярность в обществе, однако впоследствии многими оценивался как мошенник и фальсификатор.

## Биография
Родился в Ларене, в еврейской семье. В 1933 году женился, у него родилось 5 детей. Стал активно вести экстрасенсорную практику после окончания Второй мировой войны. Его жена умерла в 1973 году. В 1975 году он женился во второй раз.
Существует миф, что в 1978 году Круазе приехал в Италию, чтобы расследовать похищение премьер-министра Альдо Моро, однако был убит неизвестными на следующий же день после приезда. На самом деле это не так — Круазе умер в 1980 году, от естественных причин.

### Исчезновение детей Бомонт
Круазе был приглашён в Австралию, для расследования таинственного исчезновения трёх маленьких детей на пляже Гленелга (Аделаида, Южная Австралия) 26 января 1966 года. Его прибытие в Австралию в ноябре 1966 года привлекло к ситуации огромное количество представителей СМИ. Однако на деле расследование Круазе оказалось неудачным. Не имея никаких улик и постоянно меняя свои версии произошедшего, он определил, что на складе возле дома Бомонтов, а также вблизи начальной школы, где обучались Джейн и Арнна, якобы были захоронены детские органы. На момент исчезновения на указанном им месте находилась строительная площадка, и парапсихолог сделал вывод, что тела детей Бомонт были погребены внутри старой кирпичной печи для обжига, под слоем бетона. Изначально собственники построенного здания отказывались от сноса, но вскоре, не выдержав давления общественности, согласились, за что получили сумму в 40 тысяч долларов. Несмотря на уверенность Круазе в своей правоте, никаких следов детей на развалинах снесённого сооружения, ни одной из 17 установленных полицией вещей, имевшихся у детей в день пропажи (сумки, предметы одежды, полотенца и т. д.), обнаружено не было.

## Критика
Джеймс Рэнди:
Круазе, голландский «экстрасенс», принимал участие в семинаре парапсихологии и соревновался с «экстрасенсами» из ГДР. Во время турнира немцы сосредоточились на увядании цветов, тогда как Круазе сосредоточился на их сохранении. Цветы выжили, и Крузе хвалился победой, сказав, что его способности сильнее. Конечно, поскольку они были парапсихологами, приглашенные ученые не удосужились проверить, могли ли немцы заставить цветы увянуть